# Nicoletta Spelgatti
Nicoletta Spelgatti (Aosta, 28 luglio 1971) è una politica italiana, Presidente della Valle d'Aosta dal 27 giugno al 10 dicembre 2018, prima donna e prima leghista a ricoprire tale carica.

## Biografia
Dopo la maturità classica, nel 1998 si laurea in Giurisprudenza presso l'Università degli Studi di Torino. Dal 2003 è abilitata alla professione di avvocato, patrocinante in Cassazione, che esercita presso il suo studio legale di Aosta, dove risiede.

## Attività politica
Iscritta alla Lega Nord, nel 2011 viene nominata consulente giuridico del gruppo presso la Camera dei deputati. Nel partito è componente del collegio federale dei probiviri.
Alle elezioni politiche del 2013 si candida alla Camera nel collegio uninominale Valle d'Aosta - 01 per la Lega Nord, ma ottiene il 3,29% e termina in sesta posizione (vince il candidato di Vallée d'Aoste Rudi Marguerettaz con il 25,37%). 
Alle elezioni regionali in Valle d'Aosta del 2013 si candida a consigliere regionale per la Lega Nord all'interno della lista Stella Alpina, ottenendo 445 preferenze e non risultando tuttavia eletta.
Dal 2014 al 2017 è presidente della Lega Salvini Vallée d'Aoste, il ramo valdostano della Lega.
Alle elezioni comunali del 2015 si candida a sindaco di Aosta col sostegno della Lega e della lista civica Aosta nel Cuore, giungendo al terzo posto con 1.719 voti (1.370 per la Lega e 226 per Aosta nel Cuore), pari al 10,42%; entra così in consiglio comunale. In veste di consigliere propone una mozione contro la promozione dell'ideologia di genere, chiedendo alla Giunta comunale di "agire sulle autorità scolastiche preposte, perché non vengano adottati, e se già presenti, ritirati dalle scuole i libri e il materiale informativo che la promuove".

### Presidente della Valle d’Aosta ed elezione al Senato
Alle elezioni regionali in Valle d'Aosta del 2018 viene eletta consigliere regionale per la Lega Nord con 2.745 voti di preferenza, risultando la seconda più votata in Valle d'Aosta, dietro Augusto Rollandin. A livello regionale, la Lega è il secondo dei partiti con il 17,06% (10.872 voti) e ottiene 7 seggi in Consiglio regionale, tanti quanti l'Union Valdôtaine.
Il 27 giugno 2018 viene eletta nuova Presidente della Valle d'Aosta dal Consiglio regionale con 18 voti favorevoli, 16 schede bianche e 1 nulla, appoggiata da una maggioranza composta da Lega (7 seggi), Stella Alpina-Pour Notre Vallée (4 seggi), ALPE (3 seggi), Mouv' (3 seggi) e dalla ex presidente del Consiglio regionale e assessore all'Istruzione e Cultura Emily Rini, fuoriuscita dall'Union Valdôtaine e diventata indipendente nel gruppo misto. La Lega diventa così il principale partito di maggioranza del Consiglio regionale, evento mai accaduto prima nella storia politica valdostana. Spelgatti è la prima donna e anche la prima leghista a ricoprire la carica di Presidente della Valle d'Aosta.
Dopo poco più di 100 giorni, la giunta inizia a sfaldarsi per delle tensioni interne che portano alla fuoriuscita dalla maggioranza di Autonomie Liberté Participation Écologie e di Stella Alpina, i cui assessori Chantal Certan e Stefano Borrello si dimettono il 21 novembre 2018. Il 10 dicembre 2018 il Consiglio regionale della Valle d'Aosta approva con 18 voti favorevoli (UV, UVP, ALPE, Stella Alpina e Gruppo misto) la mozione di sfiducia costruttiva nei confronti della presidente, che decade ed è sostituita da Antonio Fosson.
Alle elezioni politiche del 2022 viene eletta al Senato della Repubblica nel collegio uninominale Valle d’Aosta - 01 per il centrodestra (in quota Lega) con il 34,05% dei voti, staccando di soli 200 voti l'avversario della lista Vallée d'Aoste - Autonomie Progrès Fédéralisme (che includeva anche il Partito Democratico e Azione-Italia Viva) Patrik Vesan (33,63%), seguono l'ex Presidente della Regione Augusto Rollandin per la lista Pour l'Autonomie - Per l'Autonomia (13,38%) e Daria Pulz (10,02%) per la lista Valle d'Aosta Aperta (che comprendeva anche Movimento 5 Stelle e Sinistra Italiana).